# Familia Flondor

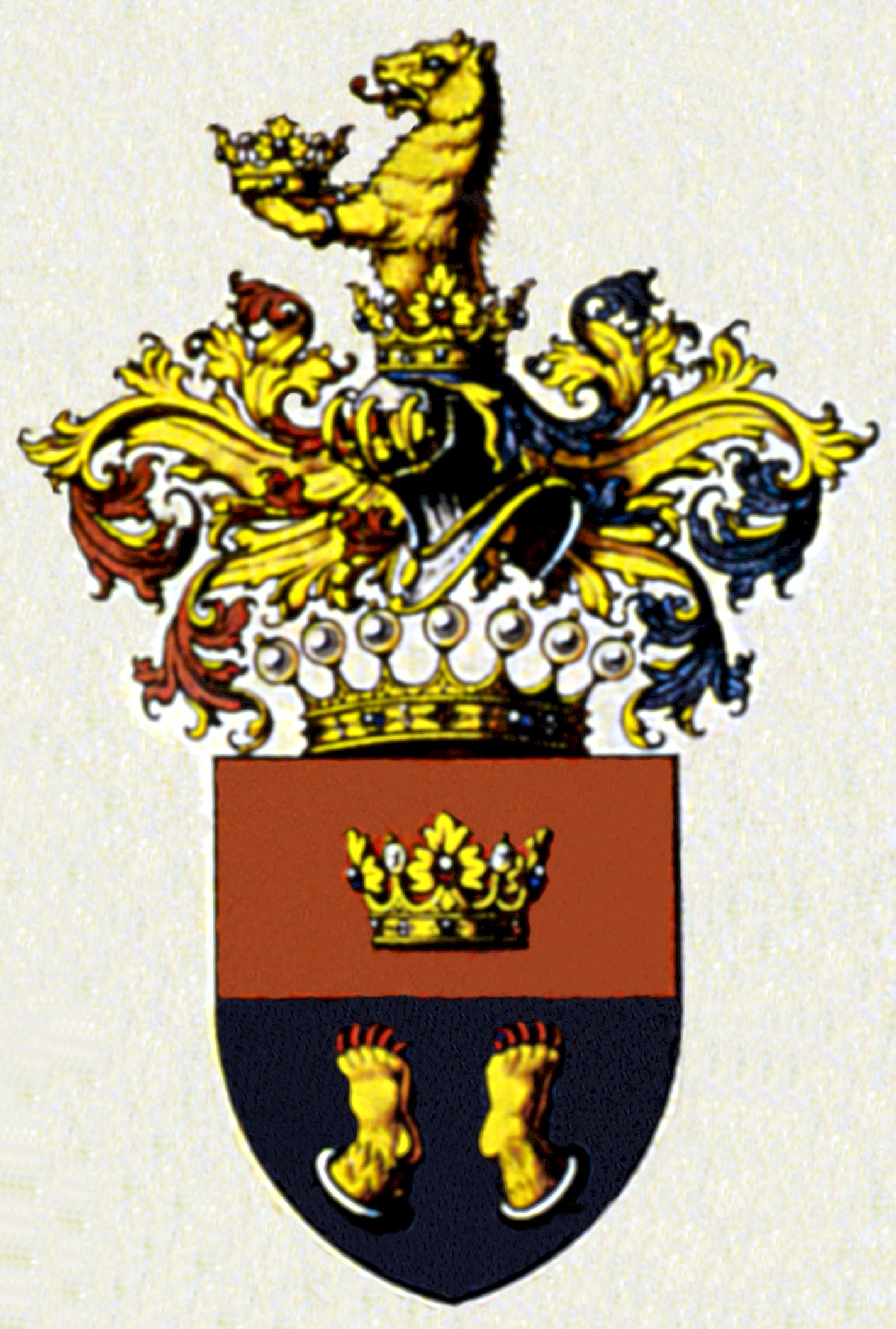
Stema baronilor de Flondor 1913

Familia Flondor este una dintre cele mai vechi familii boierești din Bucovina, membrii ei deținînd dregătorii încă din secolul al XVI-lea. Familia Flondor era una dintre cele mai însemnate familii boerești din Moldova și înrudită din vechime cu familiile Balș, Buhuș, Ureche și alte familii mari. Prima genealogie a acestei familii a fost alcătuită de Sever de Zotta, publicată în anul 1933.

## Repere genealogice
Această familie de boieri moldoveni nu a avut inițial numele Flondor. Toader Albotă, vel armaș (mare armaș), poreclit Fliondor (?- 1768), era frate cu Gheorghiță Ciudin, cei doi frați au fost fiii lui Pavel Albotă, vornic de Poartă sub Vasile Lupu. Printr-o hotarnică din 1 august 1720, Pavel Albotă împarte celor 6 urmași ai săi (Gheorghe Ciudin, Toader Flondor, Sultana, Paraschiva, Anița și Alexandra) moșia Cătămăreștilor. Această hotarnică se găsește în fondul personal Iancu Flondor.. Toader Albotă-Flondor a fost căsătorit cu Maria (Măriuța) Gherman, fiica pârcălabului Grigore Gherman și a soției sale Kelsina (născută Tăutul), nepoată a marelui logofăt Solomon Bărlădeanul. Toader Albotă luă cel dintîi porecla de Flondor, rămasă ca nume în loc de Albotă. Pavel Albotă purta numele de Albotă de la bunicul după mamă, care fusese mare postelnic al Moldovei în perioada 1531-1537, deci în timpul primei domnii a lui Petru Rareș (1527-1538). Numele cert al strămoșilor Flondorenilor a fost Albotă.
Cronicile Moldovei îl amintesc în cîteva rînduri pe Toader Albotă-Fliondor. Astfel, cronicarul Ion Neculce descrie în letopisețul său un episod din anul 1679 din timpul celei de-a treia domnii a lui Gheorghe Duca: trei boieri, George Bogdan vel jitnicer, Vasile Geuca vistiernic și Lupu stolnicul au încercat să adune trupe pentru a-l detrona pe Duca Vodă. Ion Neculce arată că, prinzîndu-i pe acești boieri, George Duca „(...) mult i-au mustrat, și au orînduit pe Toader Fliondor, vel armaș, poruncindu-i de le-au tăiat capetele la tustrei, ziua amiază zi la fîntînă, înaintea porții curților domnești”., citat în . Fiul lui Toader, vel medelnicerul Șerban Flondor (1683–1768) (în documente Fliondor) a primit în 8 ianuarie 1730 de la domnitorul Moldovei Grigorie Ghica Vodă o confirmare în dregătoriile de mare medelnicer și vornic: „credincios boierul Domniei mele Dumnealui Șarban Flondor, ce l-am făcut medelnicer mare și vornic la Câmpulungu rusesc, cari ni s-au jăluit zicând că porecla lui este Albotă, acu s-au schimbat în Flondor pentru care au arătat dovezi”. Hrisovul domnesc dat vornicului Șerban Flondor în 1730 de către Grigore Ghica menționează: „(...) Din început, porecla lor a fost Lăpușneanu, după aceea au rămas Albotă de la Pavel vornicul”. Familia Flondor a deținut timp de patru generații vornicia de Câmpulung pe Ceremuș (sau Câmpulung Rusesc), dregătorie cu caracter judecătoresc și administrativ, dependentă de starostia de Cernăuți.
Prin soția sa Catrina, fiica serdarului Vasile Bainschi, Șerban Flondor se înrudea cu alte familii boierești ca: Arap, Buhuș, Ureche. El a avut trei copii: Toader Flondor, căsătorit cu o Stîrcea, Maria, poreclită Lupa, căsătorită cu Ioniță Stârcea, poreclit Cracalia, și Ioan Flondor căsătorit cu Nastasia Arap.. În cartea de hotărnicie a moșiei Lucovița din 20 iulie 1760 figurează un Șerban Flondor, medelnicer, care primește 6 jirebii, pe care le împarte fiilor săi Ioniță și Toader..

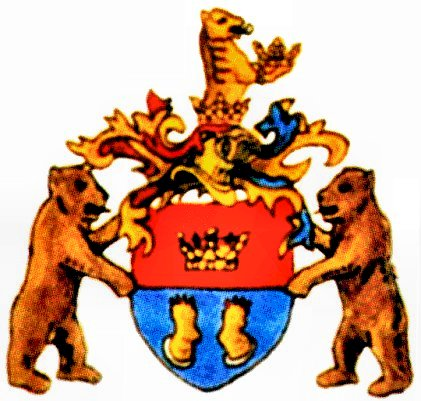
Stema cavalerilor de Flondor 1796

#### Rădăcinile familiei Flondor
Ioan Flondor (1710-1784), vornic de Câmpulung Rusesc, este considerat strămoșul tuturor Flondorenilor din Bucovina deoarece, prin trei fii ai săi (Gheorghe, Constantin și Dimitrie), se continuă descendența familiei Flondor. Ceilalți doi fii, Vasile și Ion, nu au avut urmași. Surorile lor au fost: Elisabeta, Alexandra Stârcea, Maria Wasilko și Anița Potlog.
Fiii lui Ioan, adică Gheorghe, Constantin, Dimitrie și Vasile, au primit de la împăratul Francisc al II-lea titlul nobiliar austriac de „cavaler de Flondor” (Ritter von) prin diploma din aprilie 1796. Diploma atestă că familia Flondor descinde din antiqua et nobilissima familia Albote.
Din fiii lui Ioan Flondor (Dimitrie, Constantin și Gheorghe) s-au divizat trei ramuri (linii) ale familiei Flondor: din Dimitrie - linia Cobălciu, din Constantin - linia Storojineț (Bucovina) și Glinca (în Basarabia) și din Gheorghe - linia Hlinița (din Bucovina).

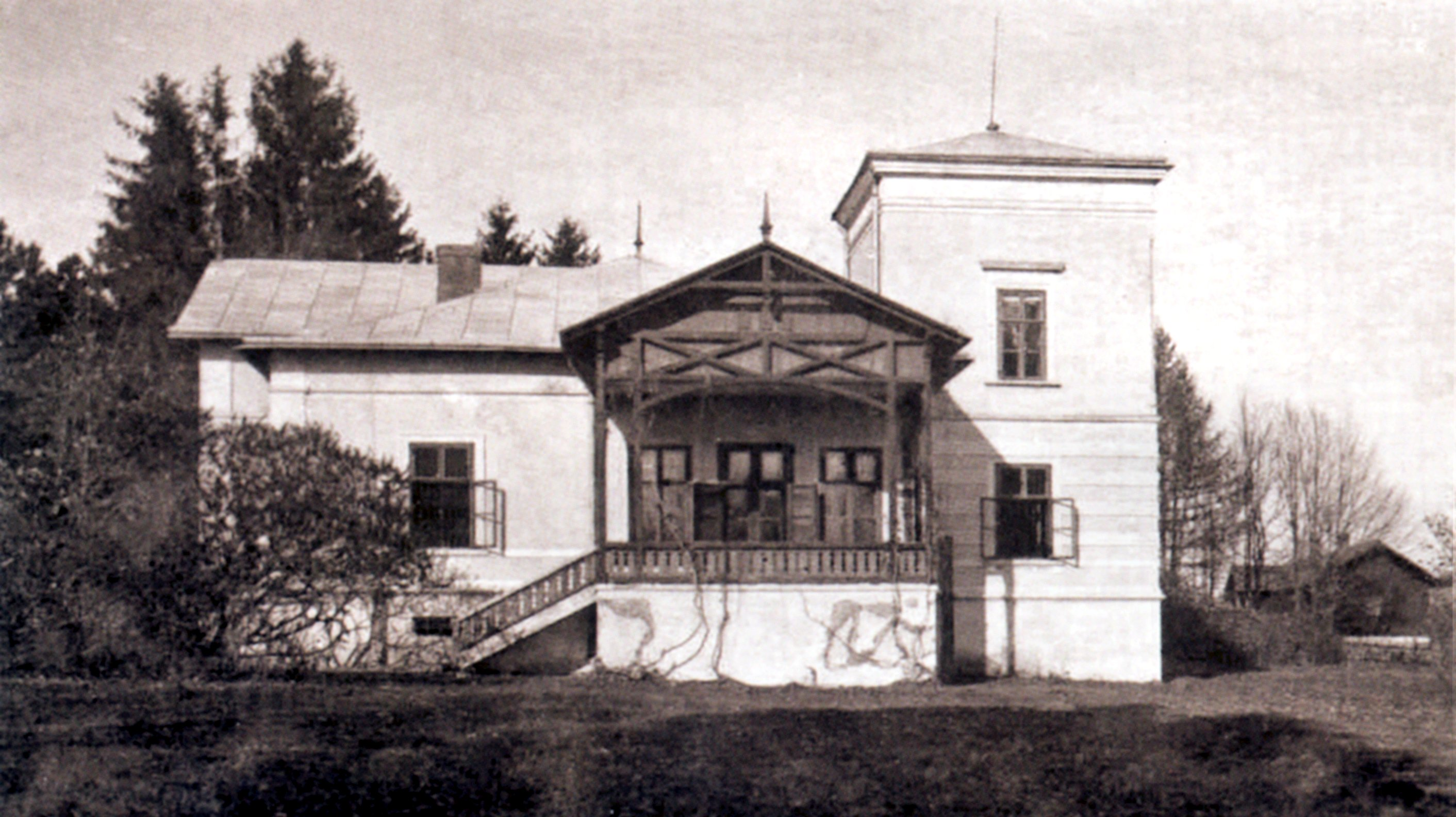
Mega pe la 1900

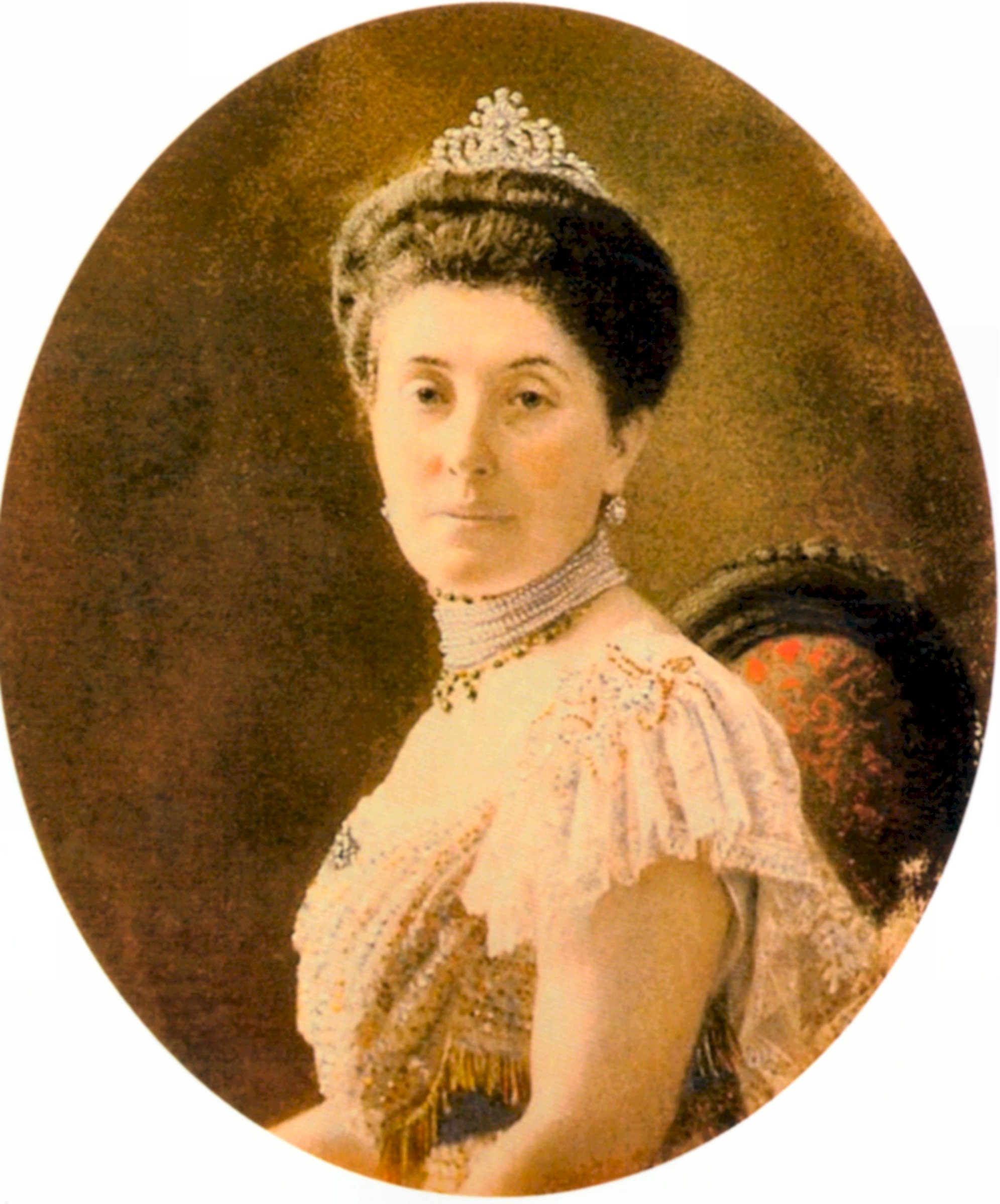
Elena de Flondor

#### Ramura Cobălciu
Dimitrie cavaler de Flondor (1757?-1825), șeful ramurii (liniei) I a familiei, căsătorit cu Anița de Wassilko, a avut copii pe: 
- Mihai,
- Dimitrie,
- Ion,
- Isidor,
- Leon,
- Casandra, căsătorită Giurgiuvan,
- Maria, căsătorită Ianoș și
- Gheorghe, cavaler de Flondor. De la Gheorghe și soția sa Elena de Volcinski au rămas doi fii:
  - Nicolae Flondor și
  - George cavaler de Flondor care devine șeful primei linii, posesorul moșiei Robeliceni din Basarabia, însă stabilit în Bucovina. Căsătorit cu Aglaia de Goian, George a avut doi copii:
    - Otto (sau Othon) cavaler de Flondor și
    - Elena, căsătorită: 1) 1889 cu comisarul imperial baronul Gheorghe de Stîrcea⁠(de)[traduceți] (* 02 noiembrie 1869, Crasna;  † 04 aprilie 1897, Viena;) 2) 1898 cu contele Anatol Bigot de Saint-Quentin, general austriac de cavalerie.

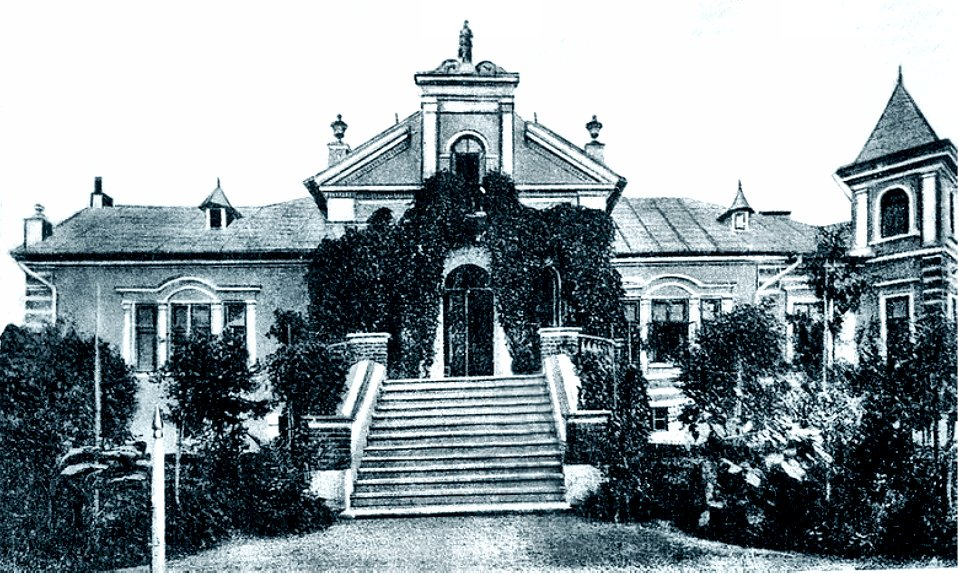
Hlinița pe la 1900

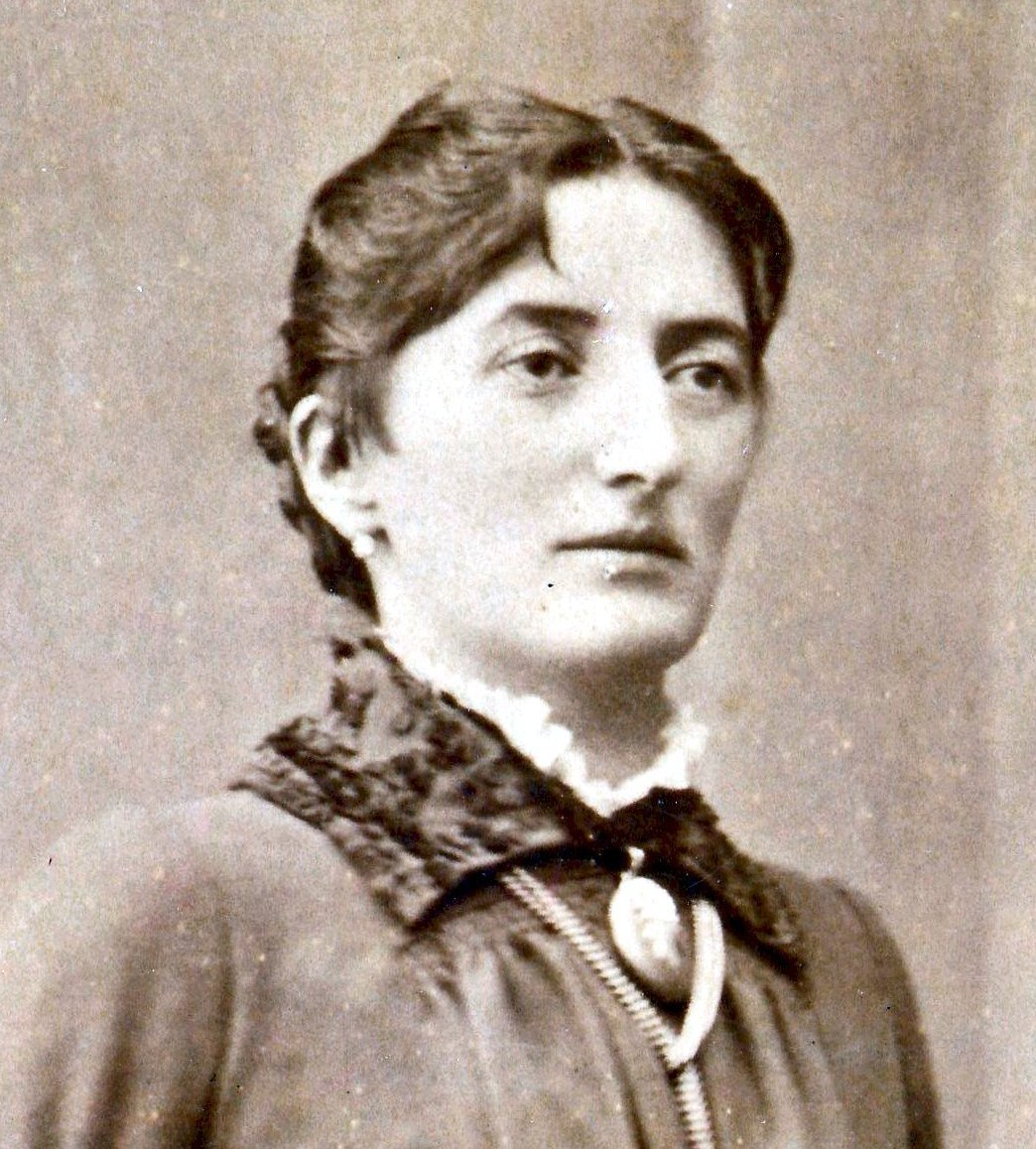
Ecaterina de Flondor

#### Ramura Hlinița
Gheorghe Flondor (n. 1761 - d. 20 august 1797), fiul lui Ioan, căsătorită cu Ana de Strâșca († 4 iulie 1854), este șeful liniei a doua, deținea moșia Hlinița (din Bucovina) și a avut cu soția sa n. Gaffenco cinci copii:
- Iordache, (n. 3 ianuarie 1798; † 1 mai 1868) căsătorit cu Ecaterina de Gaffenko (* 24 ianuarie 1804  d. 17 august 1849). Una din fetele lor a fost Ecaterina (n. 21 iulie 1843, Hlinița - d. 27 decembrie 1920, Mihova), căsătorită cu baronul Alexandru Wassilko de Serecki.
- Emanoil,
- Olimpia de Tabora,
- George Flondor și
- Alexandru Flondor.

Conducerea liniei a doua a familiei a fost preluată de Alexandru Flondor, care a fost căsătorit cu ... născută Kalmuscki, l-a avut ca fiu pe Emanoil Flondor (deputat), căsătorit cu Elena de Zotta; Emanoil Flondor deținea moșia Hlinița pe Prut.

#### Ramura Storojineț și Glinca
Constantin „Ritter von” Flondor (1764-1815), fiul lui Ioan Flondor, a fost căsătorit cu Parascheva Calmuțki și a avut următorii copii: 
- Ecaterina, căsătorită  Grigorcea,
- Nastasia, căsătorită Perjul,
- Maria,
- Elisabeta căsătorită Verdeș,
- Gheorghe,
- Dimitrie și
- Nicolae Flondor.

Prin Dimitrie și Nicolae, linia (ramura) lui Constantin s-a divizat în două părți: o ramură a lui Dimitrie Flondor ce deținea moșia Glinca (în Basarabia) și o ramură a lui Nicolae cavaler de Flondor, care devine șeful liniei a treia (din Bucovina).
Nicolae cavaler de Flondor (1795-1864), născut în Milie, a deținut moșiile Rogojești, Storojineț și Ropcea din Bucovina. A fost căsătorit cu Ecaterina de Cârste și a avut doi copii: 
- Gheorghe Flondor și
- Eufrosina, căsătorită cu George Hurmuzachi.

Gheorghe cavaler de Flondor (1830-1892), căsătorit cu Isabella de Buchenthal-Dobrowolski, se bucura de mare stimă și autoritate, prin corectitudinea exemplară a caracterului său, prin virtuțile sale civice și prin sfințenia cu care ținea la datinele și obiceiurile strămoșești. Gheorghe cavaler de Flondor a fost deputat în Dieta Bucovinei, a cărei primă sesiune a avut loc în anul 1862. A avut șapte copii: 
- Tudor Flondor, căsătorit cu Maria, născută Ciuntu,
- Aglae,
- Costachi,
- Ecaterina (1871-1875),
- Elena (1868-1916), căsătorită cu prințul Ioan Mavrocordat,
- Iancu Flondor, căsătorit cu Elena de Zotta, fosta soție a lui Emanoil Flondor,
- Nicu Flondor, căsătorit cu Elena de Grigorcea și apoi cu Eleonora Kaindl.[7].

Tudor cavaler de Flondor (1862-1908) s-a remarcat ca un bun compozitor dar și ca politician, jurist și economist român pe timpul Imperiului Austro-Ungar. 
- Constantin (1889-1942), fost ministru plenipotențiar la Stockholm și mareșal al Curții Regale,
- Isabela-Nectara (1890-1985), cântăreață de operă,
- Gheorghe (1892-1976), deputat de Rădăuți și senator pentru "Partidul Național Liberal" și Rezident Regal al Bucovinei,
- Florica (1897-1983), căsătorită cu generalul de brigadă Aurel Racovitză.

Iancu Flondor (1865-1924), unul dintre principalii făuritori ai Unirii de la 28 noiembrie a Bucovinei cu România, a fost căsătorit cu Elena de Zotta și a avut trei fii: 
- Șerban Flondor (1900-1971), căsătorit cu Nadejda (Nadeje) Știrbei,
- Neagoe Flondor (1901-1952), căsătorit cu Elena de Grigorcea, și
- Mircea Flondor (1908-1927).

Iancu Flondor a mai avut și o fată, Maria, dintr-o altă căsătorie a soției sale (cu Emanoil Flondor).
În parcul central din Rădăuți există un bust din bronz al patriotului român Iancu Flondor, inaugurat în 28 noiembrie 2009.
Nicu Flondor (1872-1948) a fost primar al municipiului Cernăuți de 3 ori. A fost căsătorit cu Elena de Grigorcea și a avut următorii descendenți: 
- Radu Flondor (1900-1956), căsătorit cu Maria Vasiliu,
- Alexandru Flondor (1902-1987), căsătorit cu Daisy contesă Lazanski,
- Elena Flondor (1904-1944), căsătorită cu Dr. Petru Bohosievici.

Nicu Flondor a primit titlul de baron, cu fiii săi Radu și Alexandru. 
Un arbore genealogic al familiei Flondor (în reprezentare grafică) se găsește la Arhivele Statului din Cernăuți și este reprodus în lucrarea scrisă de Vlad Gafița.
Familia Flondor a ctitorit biserica cu hramul „Arhanghelii Mihail și Gavril” din Storojineț.     
Conacul familiei Flondor se află în satul Rogojești din comuna Mihăileni, județul Botoșani. Domeniul Rogojești a fost cumpărat de Gheorghe cavaler de Flondor, căsătorit cu Isabella de Buchenthal-Dobrowolski, de la cumnatul său  Alexandru (Alecu) cavaler de Buchenthal, în jurul anului 1880. El a fost transmis lui Tudor cavaler de Flondor. În conacul familiei din Rogojești este amenajată Casa Memorială Flondor.
Un alt domeniu al familiei Flondor a fost cel din satul Zaharești, Suceava, comuna Stroiești, care a aparținut lui Alexandru von Flondor (fiul lui Nicu Flondor) și a fost transmis prin moștenire fiului său, Nicolae baron de Flondor.

## Obținerea titlurilor nobiliare
Toader Albotă-Fliondor reprezintă „rădăcina” familiei Flondor din Bucovina. Spiței Albotă din Basarabia i s-a recunoscut statutul nobiliar originar din Moldova și este reprezentată prin Albotă Alexandru, înscris în anul 1852 în cartea I-a a nobilimii rusești.
După anexarea Bucovinei de către Austria Habsburgică în 1775, noua administrație imperială și-a propus integrarea în structurile proprii a boierimii românești. Numărul familiilor boierești române din Bucovina între anii 1775-1786 (după alipirea Bucovinei la Galiția) era: 18 familii de boieri mari, 119 familii de boieri mici și 154 de mazili .
Împăratul Iosif II emitea la 14 martie 1787 o patentă ce stabilea:
1. Pe viitor, titlurile de boier, mazil etc. vor înceta cu totul și întreaga nobilime a Bucovinei va fi împărțită în Herren (în trad.: nobili) și Ritterstand (în trad.: rang de cavaler).
2. Herrenstand-ul (în trad.: nobilimea) cuprinde în sine rangurile de conte și baron pe care le primesc toate familiile care au ocupat în Moldova vreuna din cele 12 boierii mari ("boieri veliți") și dovedesc că au în țările Cesaro-crăiești 3000 florini venituri anuale.
Majoritatea boierilor din Bucovina au cerut și au obținut indigenatul (cetățenia) și înmatricularea în registrul de evidență al nobilimii (Bukowiner Majestätsbuch). Cei mai mulți boieri devin "cavaleri" (Ritter von), cîțiva baroni (Herrenstand) și doar o familie, Wassilko de Serecki, conți (Hochadel) .
Familia Flondor a obținut nobilitatea austriacă prin diploma de recunoaștere a nobilității din 7 aprilie 1796, emisă de către comisia abilitată de la Lemberg, în care se spune:
...antiqua et nobilissima familia Albote procedere (Flondori) et etiam cum principibus Moldaviæ affinitatem habuisse....
Această recunoaștere a nobilității a fost înmatriculată în registrul de evidență al nobilimii Bukowiner Majestätsbuch în 23 februarie 1813.
Din cadrul familiei Flondor a primit titlul de Herren (baron) cavalerul Nicu Flondor cu fiii săi Radu și Alexandru. În general, Flondorenii dețineau rangul de "cavaler" (Ritter), ca de altfel majoritatea nobilimii autohtone din Bucovina. Almanahul de Gotha, îl menționează numai pe Nicu Flondor, ca baron . 
Numele boieresc al familiei  este pus în legătură cu coloniștii de origine germană din secolul XII .